# Josephine Cochrane
Josephine  Cochrane (Condado de Ashtabula, 8 de março de 1839 – 3 de agosto de 1913) foi uma inventora estadunidense. Construiu a primeira máquina de lavar louça, em 1886, em Shelbyville, embora um dispositivo para lavar louças houvesse sido patenteado em 1850, por Joel Houghton.

## Biografia
Josephine Garis era filha e neta de inventores. Nasceu na pequena localidade de Valparaíso, no estado norte-americano do Indiana.
Com apenas 19 anos casou com William Cochran, um comerciante têxtil do Illinois. Viveu uma vida desafogada e fazia parte da alta sociedade mas, com 45 anos, Cochran morreu e não deixou mais do que dívidas e dores de cabeça. Josephine ficou viúva, mudou de cidade e de nome: daí em diante, havia de chamar-se Josephine Cochrane para fugir aos credores.
O casal tinha uma coleção de porcelana chinesa do século XVII e a dama sofria sempre que um dos criados partia um prato ou uma travessa. Já viúva e a viver perto de uma quinta, Josephine começou a desenhar os primeiros protótipos da máquina de lavar loiça num estábulo atrás de sua casa, com o amigo George Butters, um mecânico.
A ideia não era inovadora — já existiam tentativas de inventar máquinas semelhantes, mas sem sucesso — mas era, de longe, a mais sofisticada. Josephine construiu uma roda com compartimentos para colocar a loiça, que ficava dentro de uma caldeira de cobre. O sistema de limpeza consistia na saída de água quente com sabão enquanto um motor fazia a roda girar. Em teoria, a máquina podia lavar em dois minutos 200 pratos que depois eram secos com um jato de ar quente.
A máquina de lavar loiça conseguiu obter uma patente em 1886 e em 1893 conquistou o primeiro prémio na Exposição Universal de Chicago. Os restaurantes e os hotéis do Illinois começaram a fazer pedidos e Josephine criou a empresa Garis-Cohran — que mais tarde tornou-se a KitchenAid e que, em 1986, foi adquirida pelo grupo Whirlpool.
As primeiras máquinas eram enormes e precisavam de uma quantidade gigante de água quente, o que fez com que os restaurantes as adorassem mas os pequenos consumidores ficassem céticos. 
No início do século XX, as máquinas já eram elétricas e tornaram-se objeto quase obrigatório nos Estados Unidos e na Europa durante a década de 70.